# Gedeckter Güterwagen

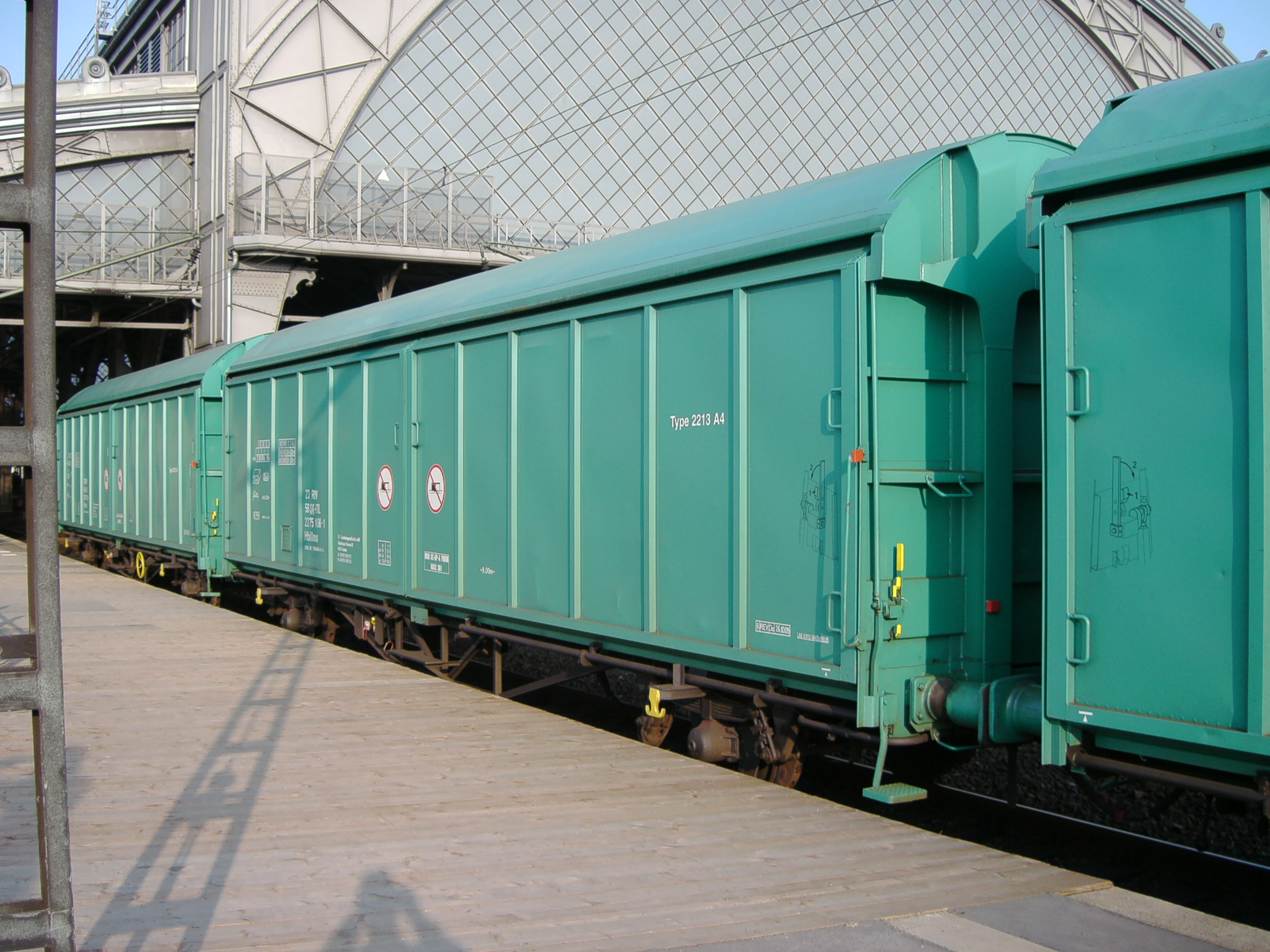
Schiebewandwagen Hbillns der ITL (entspricht dem Hbillns^{302} der DB), 2007

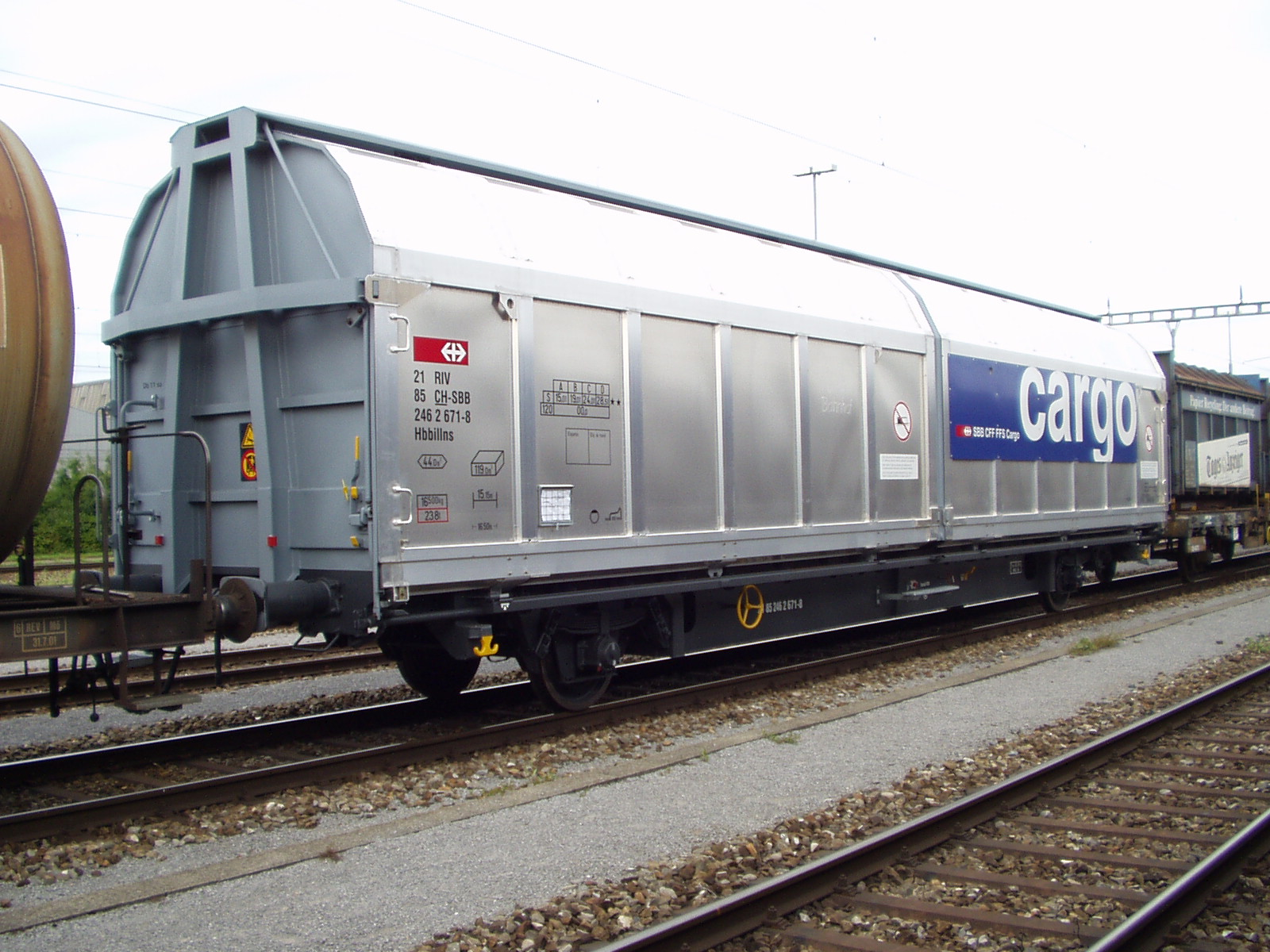
Moderner Schiebewandwagen der SBB, 2005

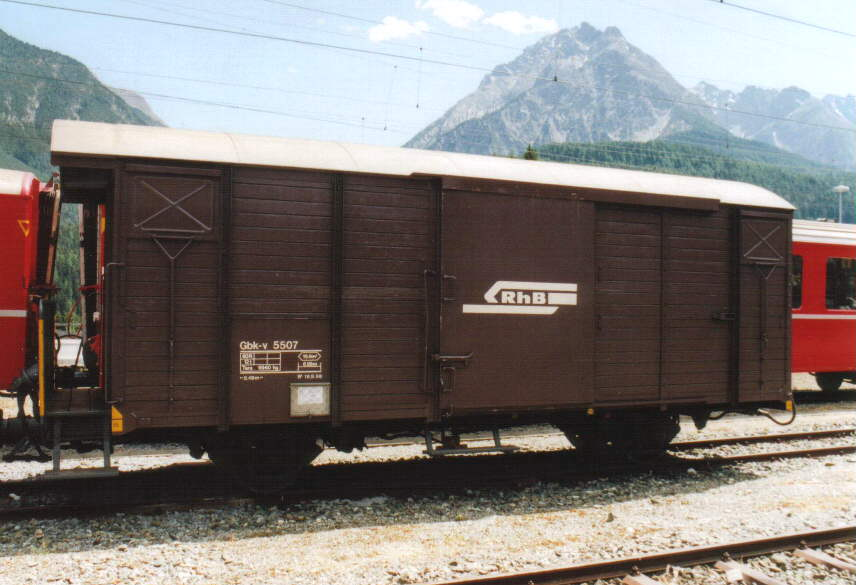
Älterer gedeckter Güterwagen mit zentraler Seitentür, Spurweite 1000 mm, 2003

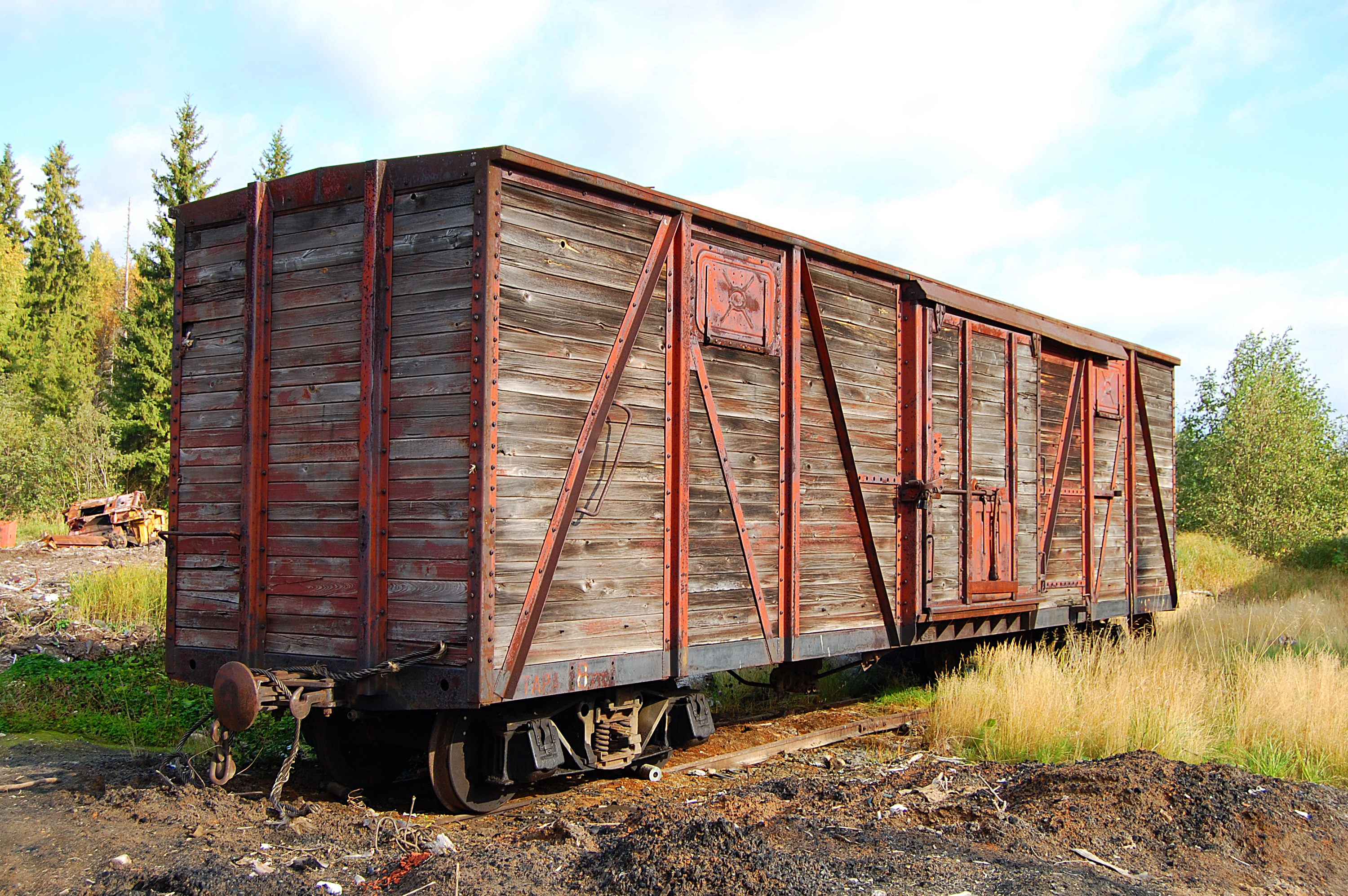
Gedeckter Schmalspurgüterwagen, Spurweite 750 mm, 2009

Der gedeckte Güterwagen, auch bedeckter Güterwagen, Kastenwagen oder geschlossener Güterwagen, ist ein Eisenbahngüterwagen, dessen Laderaum aus einem durch die Seitenwände und das Dach abgeschlossenen Kasten gebildet wird. Erste Normierungen in Deutschland entstanden ab 1872, vorerst nur allgemein für Untergestelle und Laufwerke der Wagen. Ab 1878 wurden auch Normalkonstruktionen für offene und bedeckte Güterwagen aufgestellt und in den Normalien für die Betriebsmittel der Preußischen Staatsbahnen veröffentlicht. Gedeckte Güterwagen werden vorzugsweise zum Transport von Gütern verwendet, die gegen Witterungseinflüsse, Verlust oder Entwendung geschützt werden sollen. Daneben wurden sie aber auch für den Massentransport von Menschen genutzt – hauptsächlich Armeen oder paramilitärische Organisationen verwendeten sie zum Truppentransport. Unrühmliche Bekanntheit erlangten sie durch den Einsatz bei den Deportationen in der Zeit des Nationalsozialismus (siehe auch „Viehwaggon“). Wagen mit öffnungsfähigem Dach und Kühlwagen sind den gedeckten Güterwagen konstruktiv teilweise nah verwandt.
Gedeckte Güterwagen dienen vornehmlich dem Stückguttransport und sind fast so alt wie die Eisenbahn in Europa selbst. Da Stückgüter in der Anfangszeit der Eisenbahn die meisttransportierten Ladegüter waren, stellten die gedeckten Güterwagen die wichtigste Güterwagenbauart dar. Sie machten bis in die 1960er Jahre etwa 40 % des Gesamtbestands vieler Bahngesellschaften aus. Inzwischen sind jedoch die offenen Güterwagen und Flachwagen weitaus häufiger als die gedeckten Güterwagen. Im Gegensatz zu diesen sind die gedeckten Güterwagen im europäischen Raum in der Mehrzahl immer noch zweiachsig, da die vergleichsweise leichten Ladegüter keine Drehgestellwagen erfordern. Informationen zur Entwicklungsgeschichte der gedeckten Güterwagen in Deutschland finden sich in den Artikeln: Normalie (Eisenbahn), Güterwagen der Verbandsbauart, Güterwagen der Austauschbauart, Güterwagen der geschweißten Bauart, Güterwagen der Kriegsbauart, Güterwagen der Deutschen Reichsbahn, Güterwagen der Deutschen Reichsbahn (1945–1993).
Alle Güterwagen, die innerhalb der UIC-Bahngesellschaften an internationalem Verkehr teilnehmen, müssen entsprechend den UIC-Vorschriften unter anderem einheitlich mit einem UIC-Gattungszeichen sowie einer Wagennummer gekennzeichnet sein.
Gedeckte Güterwagen werden eingeteilt in:
- Gedeckter Güterwagen der Regelbauart, mit dem Gattungsbuchstaben „G“ gekennzeichnet, und
- Gedeckter Güterwagen der Sonderbauart, mit dem Gattungsbuchstaben „H“ gekennzeichnet.

## Einheitsgüterwagen des Internationalen Eisenbahnverbands (UIC)
Vom Internationalen Eisenbahnverband wurden in den 1950er Jahren standardisierte Fahrzeuge entwickelt. Hierzu war 1950 ein eigenes internationales Forschungs- und Versuchsamt, das ORE (Office de Recherches et d’Essais), eingerichtet worden. Diese Entwicklung führte auch zur Vereinheitlichung der Hauptabmessungen der zukünftigen Einheitsgüterwagen. Die Ergebnisse wurden in UIC-Merkblättern festgehalten, die von den UIC-Mitgliedern verbindlich oder freiwillig angewendet werden konnten. Gedeckte Einheitsgüterwagen sind in den Merkblättern
- UIC 571-1 – Einheitsgüterwagen – Güterwagen der Regelbauart mit zwei Radsätzen,
- UIC 571-2 – Einheitsgüterwagen – Drehgestellgüterwagen der Regelbauart, und
- UIC 571-3 – Einheitsgüterwagen – Güterwagen der Sonderbauart enthalten.

Sie haben vorgegebene Abmessungen und bestimmte technische Eigenschaften, und die verwendeten Bauteile müssen aus bestimmten Materialien sein. Viele europäische Bahngesellschaften beschaff(t)en seitdem Waggons nach den UIC-Merkblättern – sie werden als UIC-Standardwagen bezeichnet. Diese gedeckten Güterwagen, die nach den Zeichnungen des ERRI (European Rail Research Institute) gebaut sind, werden mit der Anschrift „UIC St“ (vorher „St UIC“) versehen. Güterwagen, die den internationalen Vereinheitlichungsbestimmung entsprechen, aber nicht vollständig nach UIC-571 gebaut sind, werden seit Ende 1977 mit der Anschrift „UIC“ gekennzeichnet, die alte Kennzeichnung war zuvor „St“.

## Gedeckter Güterwagen der Regelbauart G

### Eigenschaften

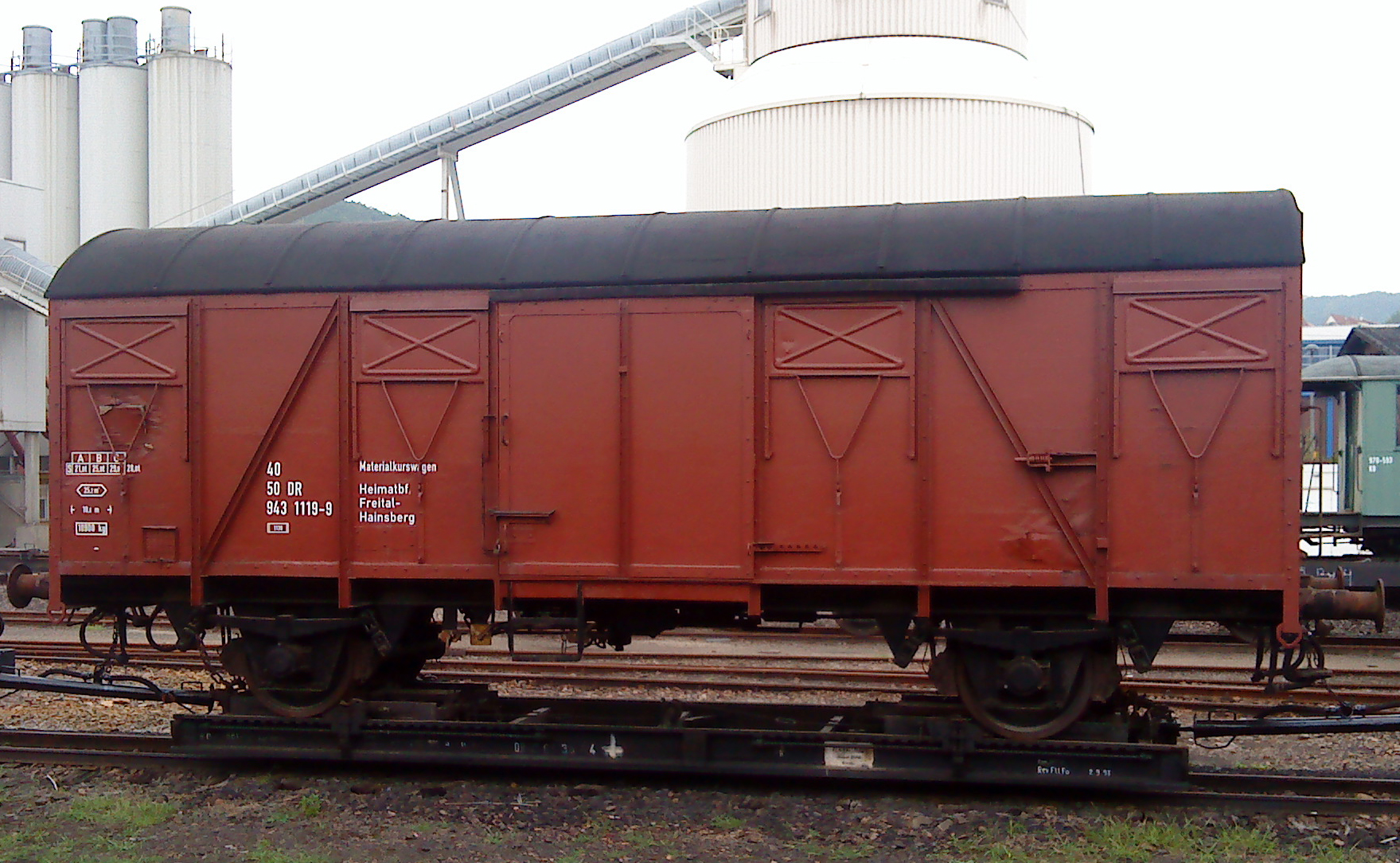
Gedeckter Güterwagen der Gattung Gs, ähnlich der UIC-Bauart 2, jedoch mit nur 1,80 m breiten Türen, auf einem Rollwagen

Zur Gruppe der gedeckten Güterwagen der Regelbauart, durch den Gattungsbuchstaben G gekennzeichnet, gehören alle Güterwagen mit einem ebenen Wagenboden, rundum festen und geschlossenen Wänden sowie Schiebetüren an den Längsseiten. Der Aufbau war anfangs noch eine Holz-Stahl-Verbundbauweise, später die Ganzstahlbauweise.
Abhängig von der Achszahl werden bestimmte Ladelängen und Lastgrenzen als „Normalfall“ angesehen:
- bei 2 Radsätzen: Nutzlänge 9 bis 12 m, Lastgrenze 25 bis 28 t
- bei 4 Radsätzen: Nutzlänge 15 bis 18 m, Lastgrenze 50 bis 60 t
- bei ≥6 Radsätzen: Nutzlänge 15 bis 18 m, Lastgrenze 60 bis 75 t

Alle Abweichungen hiervon werden durch dem Gattungsbuchstaben hinzugefügte Kennbuchstaben ausgedrückt.
Im oberen Drittel der Seitenwände befinden sich verschließbare Öffnungen unterschiedlichster Bauart. Sie können als Lüftungsöffnung, Ladeklappe oder kombinierte Lade-/Lüftungsöffnung ausgeführt sein. Regelhaft haben die Waggons wenigstens 8 Lüftungsöffnungen. Das Vorhandensein von weniger als acht Lüftungsöffnungen wird durch den Kennbuchstaben l kodiert, sodass diese Güterwagen dann als „Gl“ beschriftet werden.
Es wurden mehrere UIC-Standardgüterwagen definiert, welche in der folgenden Tabelle dargestellt werden. Alle haben wenigstens 8 kombinierte Lade-/Lüftungsöffnungen, die durch UIC-genormte Schieber verschließbar sind. Der Standard-Gs-Wagen stammt bereits aus den frühen 1950er Jahren. Der Gbs-Wagen wurde erst in den 1960er Jahren auf Drängen der ÖBB und NS genormt. Anders als bei vielen anderen Bauarten sind aber nur die Abmessungen genormt, während es für die Kastenstreben dutzende verschiedene Bauarten gibt.
|                   | UIC 571-1: Güterwagen der Regelbauart mit zwei Radsätzen | UIC 571-1: Güterwagen der Regelbauart mit zwei Radsätzen | UIC 571-1: Güterwagen der Regelbauart mit zwei Radsätzen | UIC 571-2: Drehgestellgüterwagen der Regelbauart | UIC 571-2: Drehgestellgüterwagen der Regelbauart |
| Bauart            | Bauart 1 (lang)                                          | Bauart 2 (kurz)                                          | Bauart 3 (britische Fahrzeugbegrenzungslinie)            | Bauart 1 (kurz)                                  | Bauart 2 (lang)                                  |
| Gattung           | Gbs                                                      | Gs                                                       | Hbfs(1)                                                  | Gas(s)                                           | Gabs(s)                                          |
| ----------------- | -------------------------------------------------------- | -------------------------------------------------------- | -------------------------------------------------------- | ------------------------------------------------ | ------------------------------------------------ |
| Achsstand         | 8,00 m                                                   | 5,70 m(2)                                                | 8,00 m                                                   | −                                                | −                                                |
| Drehzapfenabstand | −                                                        | −                                                        | −                                                        | 11,48 m                                          | 16,66 m                                          |
| Länge über Puffer | 14,02 m                                                  | 10,58 m                                                  | 14,02 m                                                  | 16,52 m                                          | 21,70 m                                          |
| Ladelänge, mind.  | 12,70 m                                                  | 9,26 m                                                   | 12,70 m                                                  | 15,20 m                                          | 20,41 m                                          |
| Ladefläche, etwa  | 33 m²                                                    | 25 m²                                                    | 28 m²                                                    | 40 m²                                            | 53 m²                                            |
| Laderaum, etwa    | 88 m³                                                    | 67 m³                                                    | 63 m³                                                    | 105 m³                                           | 137 m³                                           |
| Eigenmasse, max.  | 14,5 t                                                   | 12,5 t                                                   | 14,5 t                                                   | 23,0 t                                           | 29,0 t                                           |
| Türhöhe           | 2,15 m                                                   | 2,00 m(2)                                                | 2,00 m                                                   | 2,15 m                                           | 2,15 m                                           |
| Türbreite         | 2,50 m                                                   | 2,00 m(2)(3)                                             | 2,50 m                                                   | 2,50 m                                           | 4,00 m                                           |

(1)Die Zuordnung des Hbfs-Wagens (Sonderbauart) zur Norm 571-1 (Regelbauart) ist widersprüchlich, wurde jedoch aus der einzig verfügbaren Quelle übernommen.

(2)Abweichende Quelle: Achsstand 6,00 m, Türbreite 2,50 m, Türhöhe 2,15 m. Hierfür gibt es weder eine Referenzquelle noch einen bekannten Wagen.

(3)Die ursprüngliche Norm schrieb 1,80 m Türhöhe vor und wurde erst Mitte der 1950er Jahre auf 2,00 m geändert.
Beispiel – Gs210 der DB

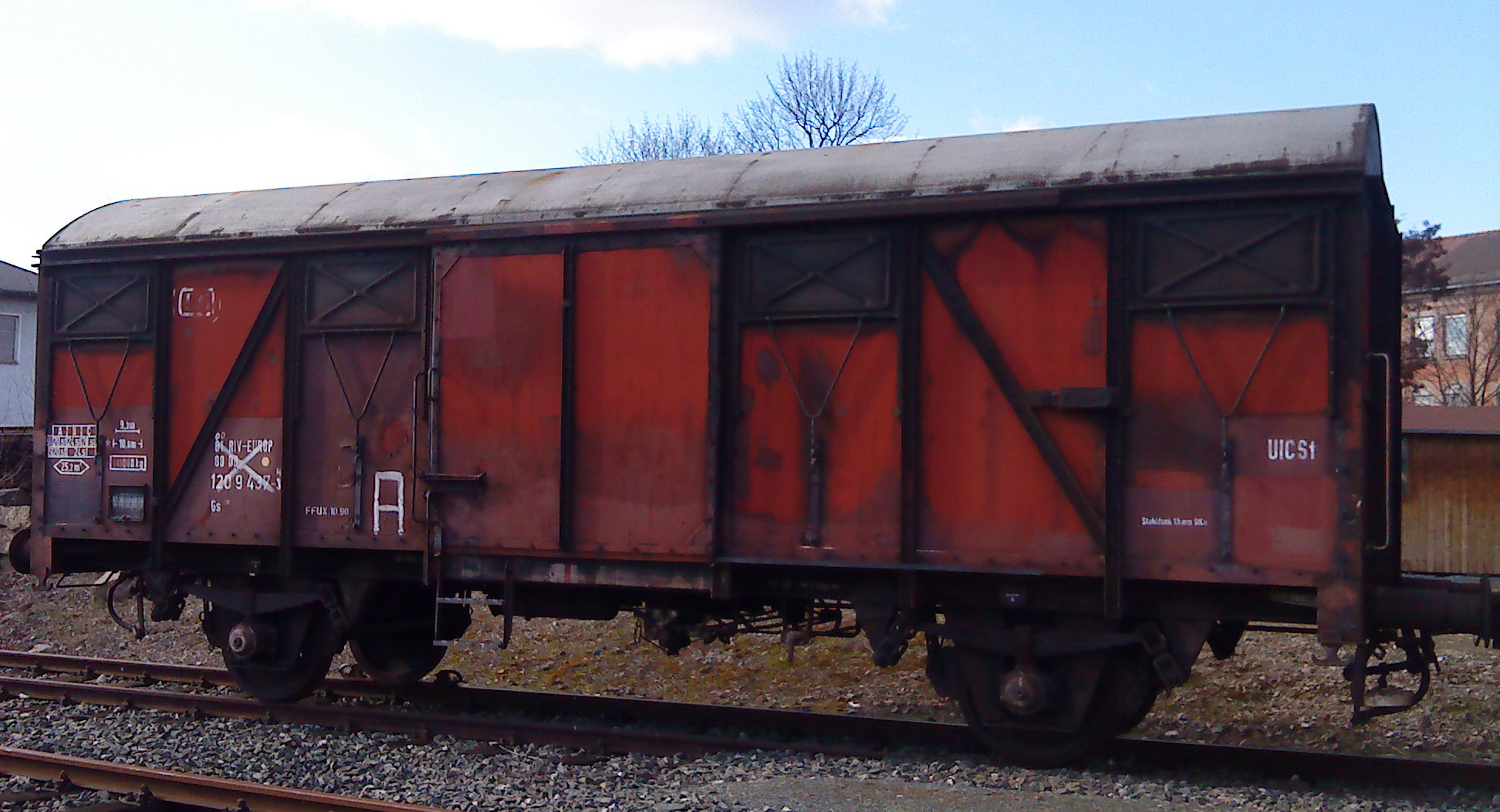
UIC-Standardwagen der Baureihe Gs 210 der DB

So waren beispielsweise die gedeckten Güterwagen mit der Bauartbezeichnung Gs 210 der DB Neubauwagen beziehungsweise Umbauten aus älteren Güterwagen, die 1961 nach den UIC-Merkblättern gebaut wurden. Viele dieser Wagen entstanden aus der Wagengattung Gmhs30 (Gs Oppeln) sowie aus der ab 1949 von Tatra in der Tschechoslowakei gebauten Wagengattung Gms39 (Glms 202). Der Aufbau war meist eine Holz-Stahl-Verbundbauweise, die Laderaumtüren hatten schon die geforderte Breite von 2,00 m. Die Tragfähigkeit dieser Wagen lag bei 25 t, und sie verfügten über acht Lüftungsklappen. Diese Baureihe kann wegen der Verwendung von Altteilen leichte Unterschiede in der Bauform haben.

### Verwendung

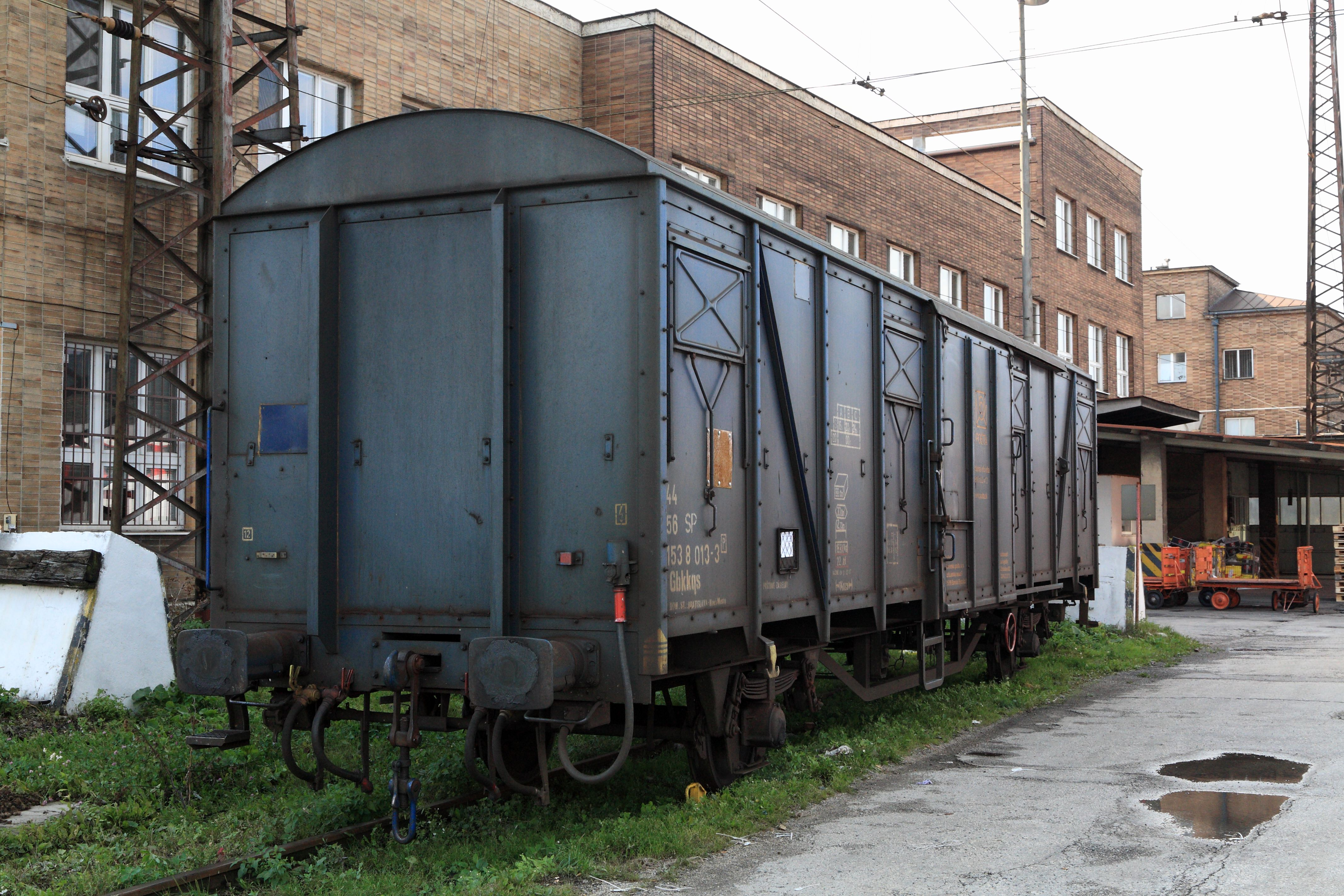
Gedeckter Güterwagen Gbkkqs der slowakischen Post mit elektrischer Heiz- und Hauptluftbehälterleitung für den Posttransport in Reisezügen

In der zweiten Hälfte des 20. Jahrhunderts sind die gedeckten Güterwagen der Regelbauart weitgehend von anderen Wagenarten verdrängt worden, so dass sie heute in Europa nur noch lokale oder historische Bedeutung haben.
Der Transport witterungsempfindlichen Stückguts in Kisten, Säcken und Fässern stellte ihr hauptsächliches Einsatzgebiet dar. Von Nachteil ist dabei, dass die einzelne Tür kein schnelles Be- und Entladen großer Verpackungseinheiten gestattet. Der Bedarf an gedeckten Güterwagen sank mit zunehmender Verbreitung des kombinierten Verkehrs. Heute wird das meiste Stückgut in ISO-Containern befördert, für die spezielle Flachwagen zur Verfügung stehen. Für das direkte Verladen von Stückgut werden dagegen bevorzugt Schiebewandwagen (s. u.) eingesetzt, die einen schnelleren Umschlag ganzer Transportpaletten durch Gabelstapler ermöglichen.
Häufig wurden gedeckte Güterwagen auch mit grobkörnigen, witterungsempfindlichen Schüttgütern beladen. Regelmäßig dafür eingesetzte Wagen erhielten verschließbare Ladeöffnungen im Dach. Speziell für den Getreidetransport waren Vorsatzwände entwickelt worden, mit denen die Seitentüren verschlossen werden konnten. Für diesen Einsatzzweck stehen heute Selbstentladewagen mit öffnungsfähigem Dach zur Verfügung, die sich schneller be- und entladen lassen.

Für den Transport von Expressgut und Post wurden gedeckte Güterwagen oft Personenzügen beigestellt. Hierfür waren teilweise spezielle Bauarten vorhanden, die auch als Eilgutwagen bezeichnet wurden. Sie verfügten über ein für die Geschwindigkeiten von Reisezügen geeignetes Laufwerk mit entsprechender Bremsausrüstung,  Heizleitungen für elektrische und Dampfheizung und fallweise Steuerleitungen sowie UIC-Kabel.
Vielfach wurde in G-Wagen auch Vieh befördert. Hierfür war eine gute Belüftung erforderlich, weshalb Wagen mit anfangs wenigstens vier, später acht Lüftungsöffnungen verwendet wurden.
Ein weiteres klassisches Einsatzgebiet war der militärische Mannschaftstransport. Dafür vorbereitete Wagen hatten eine Dachöffnung mit Schornsteinaufsatz für einen Ofen, ein Notbremsventil mit Betätigungseinrichtung im Innenraum und fallweise klappbare Pritschen. Die Türen von Mannschaftswagen sind im Gegensatz zu gedeckten Güterwagen der Regelbauart auch von innen zu öffnen. Wegen der eingebauten Pritschen unterscheiden sich die im Raw Engelsdorf als Mannschaftswagen gebauten Hbs der Deutschen Reichsbahn von den ansonsten sehr ähnlichen Gbs durch nur zwei statt vier Lüftungsöffnungen pro Seite. Mannschaftswagen wurden bei Nichtgebrauch wie gewöhnliche gedeckte Güterwagen eingesetzt, sie sollten jedoch nicht für übelriechende oder giftige Ladegüter genutzt werden.

## Gedeckter Güterwagen der Sonderbauart H
Alle gedeckten Güterwagen, die weder der Regelbauart G entsprechen noch über eine Isolation im Sinne eines Wärmeschutzwagens verfügen, zählen zur Sonderbauart H.
Abhängig von der Achszahl werden bestimmte Ladelängen und Lastgrenzen als „Normalfall“ angesehen:
- bei 2 Radsätzen: Nutzlänge 9 bis 12 m, Lastgrenze 25 bis 28 t
- bei 4 Radsätzen: Nutzlänge 15 bis 18 m, Lastgrenze 50 bis 60 t
- bei ≥6 Radsätzen: Nutzlänge 15 bis 18 m, Lastgrenze 60 bis 75 t
- bei Gelenkwagen oder Wageneinheiten mit zwei Elementen: Gesamtnutzlänge 22 bis 27 m

Alle Abweichungen hiervon werden durch dem Gattungsbuchstaben hinzugefügte Kennbuchstaben ausgedrückt. Dabei stehen b bzw. bb für eine größere Ladelänge, k bzw. kk für eine kleinere Lastgrenze und n für eine größere Lastgrenze. Da die Definition des „Normalfalls“ durch den UIC schon mehrere Jahrzehnte alt ist, sind inzwischen die Wagen mit den Kennbuchstaben b bzw. bb und n in der Mehrheit. Sind verschiebbare Wände eingebaut, so handelt es sich um die Transportschutzeinrichtung System Daberkow (Kennbuchstabe „t“).

### Schiebewandwagen
- Gattungszeichen: K…g…
- UIC-Gattungszeichen: H…i…

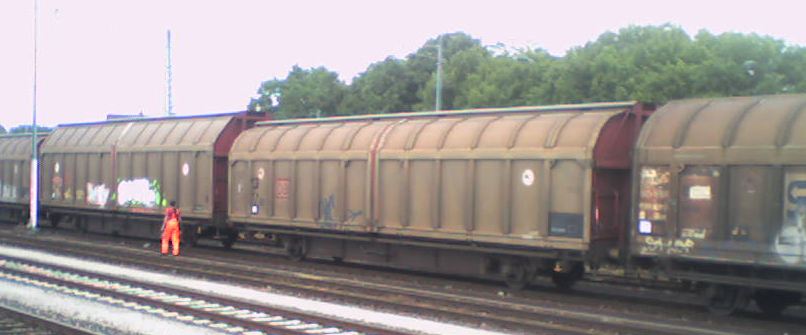
Schiebewandwagen der DB mit 46,4 m² Ladefläche und verschieden hohen Wagenkästen für unterschiedliche Fahrzeugbegrenzungslinien: Hbbillns^{310} (vorn) und Hbbillns^{311} (dahinter)

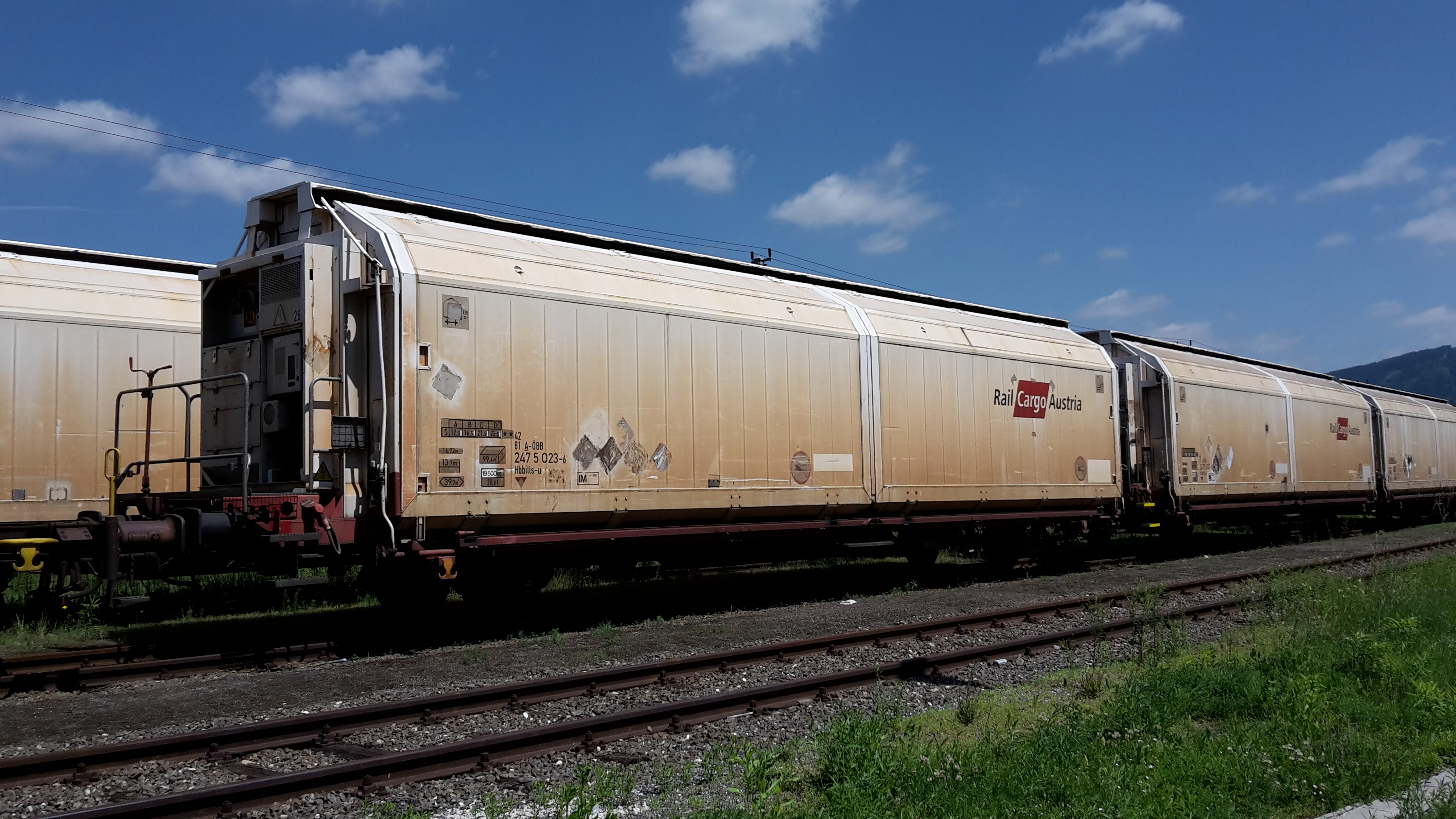
Gekühlter Schiebewandwagen Hbbills-u der Rail Cargo Austria

Die heutige gebräuchlichen Wagen für nässeempfindliche palettierte Ware haben keine festen Seitenwände, sondern Schiebewände, die es ermöglichen, die ganze Ladefläche von der Seite her zu be- und entladen. Diese Schiebewandwagen stellen keine Weiterentwicklung der ursprünglichen gedeckten Güterwagen dar, sondern sind in den 1950er Jahren aus den Schiebedach-Schiebewand-Wagen hervorgegangen, weswegen sie ursprünglich auch der deutschen Hauptgattung K zugeordnet wurden.
Die Deutsche Bahn verfügt über etwa 15 000 Schiebewandwagen. Bis Anfang der 1980er Jahre gebaute Wagen haben ohne Trennwände eine Ladefläche von 34,1 m² und können maximal 30 Europoolpaletten aufnehmen (Kennbuchstabe b). Bei neueren Typen wurden die Abmessungen optimiert: Auf 41,0 m² Ladefläche (ohne Trennwände) lassen sich bis zu 40 Europoolpaletten transportieren (Kennbuchstabe bb).
Neben optimaler Nutzung der Ladefläche geht der Trend hin zu großvolumigen Fahrzeugen, die die Fahrzeugbegrenzungslinie maximal ausnutzen. Dabei ist zu beachten, dass in vielen Ländern unterschiedliche zulässige Fahrzeugbegrenzungslinien bestehen, die die Interoperabilität dieser Fahrzeuge einschränken. Die auch für Großbritannien zugelassenen Wagen haben eine sehr kleine Fahrzeugbegrenzungslinie und werden mit den Kennbuchstaben f, ff oder fff bezeichnet. Auch andernorts bestehen kleinere Fahrzeugbegrenzungslinien als in Deutschland, beispielsweise im Transitverkehr über die Schweiz nach Italien, wofür die DB ebenfalls spezielle Waggons vorhält.
Oft sind Schiebewandwagen mit Ladeschutzwänden ausgerüstet, die ein Verschieben des Ladegutes in Wagenlängsrichtung verhindern (Kennbuchstabe l) und zum Teil verriegelbar sind (Kennbuchstabe ll). So bieten sie auch wirksamen Halt, wenn der Wagen nicht vollständig beladen ist. Durch das Vorhandensein von Trennwänden vermindert sich die Ladefläche.
Als UIC-Standardgüterwagen wurde folgender vierachsiger Schiebewandwagen normiert:
|                   | UIC 571-3: Güterwagen der Sonderbauart |
| Gattung           | Habiss                                 |
| ----------------- | -------------------------------------- |
| Drehzapfenabstand | 16,66 m                                |
| Länge über Puffer | 21,70 m                                |
| Ladelänge, mind.  | 2 × 8,67 m                             |
| Ladefläche, etwa  | 50 m²                                  |
| Laderaum, etwa    | 131 m³                                 |
| Eigenmasse, max.  | 29,0 t                                 |

### Geschlossene Autotransportwagen

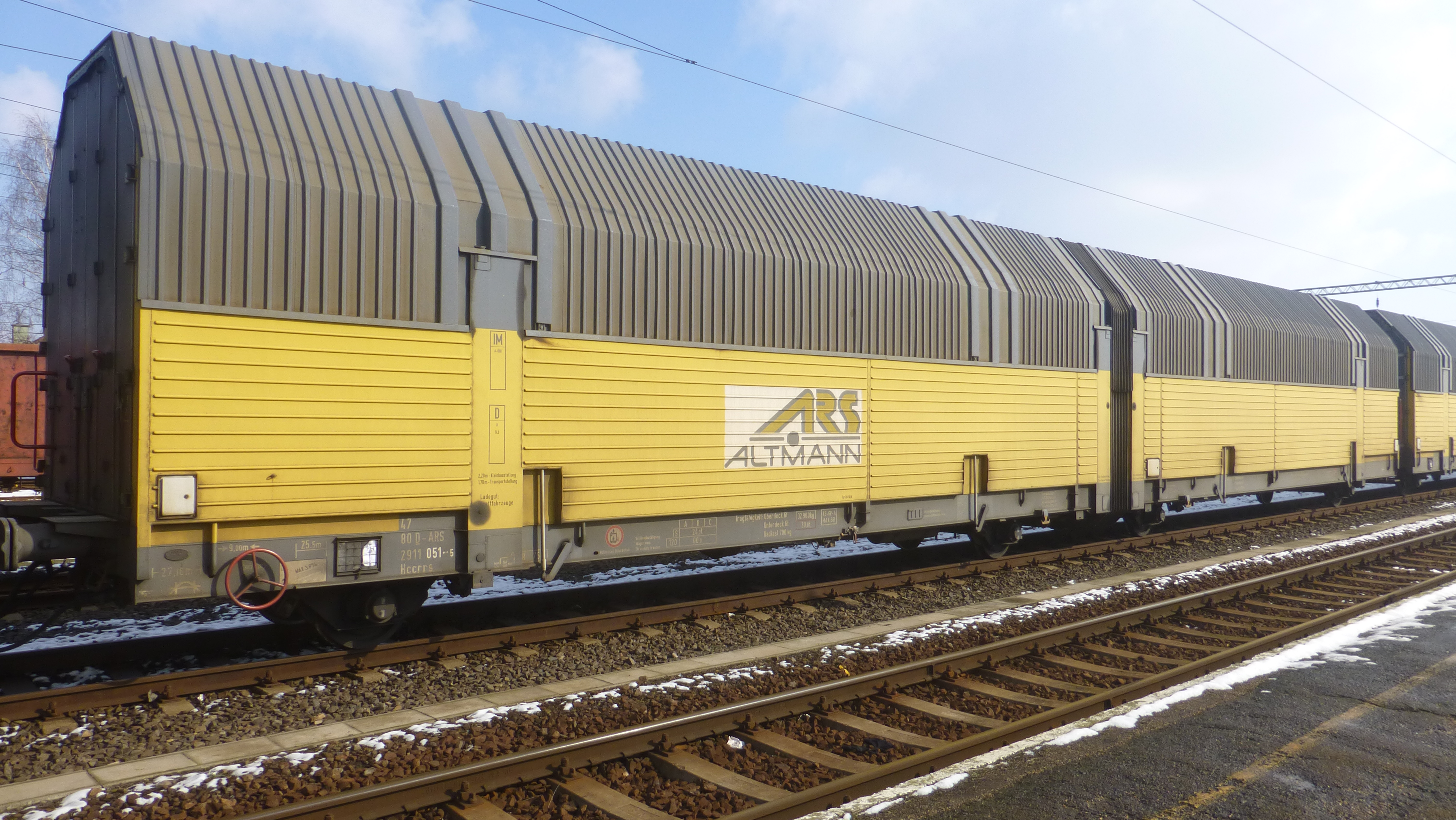
Geschlossener, mehrteiliger Autotransportwagen von ARS Altmann

Neben offenen Autotransportwagen werden auch geschlossene Autotransportwagen verwendet. Hierbei sind die zu transportierenden Kraftfahrzeuge vor Wettereinflüssen, Verschmutzungen (z. B. Bremsabrieb) und Vandalismus geschützt.
Heute werden in Europa häufig mehrteilige Wageneinheiten eingesetzt, die aus kurzgekuppelten, zweiachsigen Fahrzeugen bestehen. Die Fahrzeuge weisen zwei übereinanderliegende Ladeebenen auf, wobei bei einigen Einheiten die obere Ladeebene höhenverstellbar ist. Hierdurch ist ein flexiblerer Einsatz mit unterschiedlichen Kraffahrzeugmodellen möglich. Die Wagenübergänge innerhalb einer Einheit sind mit Wellenbälgen verschlossen. An den Stirnseiten der Einheiten sind Falttüren und klappbare Überfahrklappen angebracht. Somit ist es möglich, die Wagen durchgehend zu be- bzw. entladen. Schiebetüren in den Seitenwänden ermöglichen den Ein- bzw. Ausstieg des Kraffahrzeug-Fahrpersonals. Die Dächer der Wagen können während des Ladevorgangs angehoben werden. Dadurch erhöht sich die Durchgangshöhe in der oberen Ladeebene, und es öffnen sich seitlich Entlüftungsschlitze für die Abgase der Kraftfahrzeuge. Zur Höhenverstellung der oberen Ladeebene und des Dachs werden hydraulische Antriebe oder Spindelantriebe verwendet. Diese wiederum werden elektromotorisch angetrieben. Die dafür benötigte elektrische Energie wird über ein 400-V-Drehstrom-Verbindung innerhalb des Zugverbandes übertragen und an der Ladeinfrastruktur bereitgestellt. Abhängig vom Einsatzgebiet werden Wagen für unterschiedliche Fahrzeugbegrenzungslinien gefertigt. So sind beispielsweise in Deutschland sowohl Wagen gemäß dem internationalen Profil G1 als auch dem nationalen Profil G2 im Einsatz.

### Ältere Wagen, die der Sonderbauart H zugeordnet wurden
Diese Wagen wurden in Anlehnung an die normalen gedeckten Güterwagen für spezielle Einsatzzwecke entwickelt und waren zahlenmäßig stets weniger bedeutsam. Alle Typen waren bei der Einführung der UIC-Klassifikation in den 1960er Jahren bereits vorhanden, wurden aufgrund bestimmter Merkmale der Sonderbauart H zugeordnet und bis zum Ende des 20. Jahrhunderts fast vollständig ausgemustert.

#### Verschlagwagen

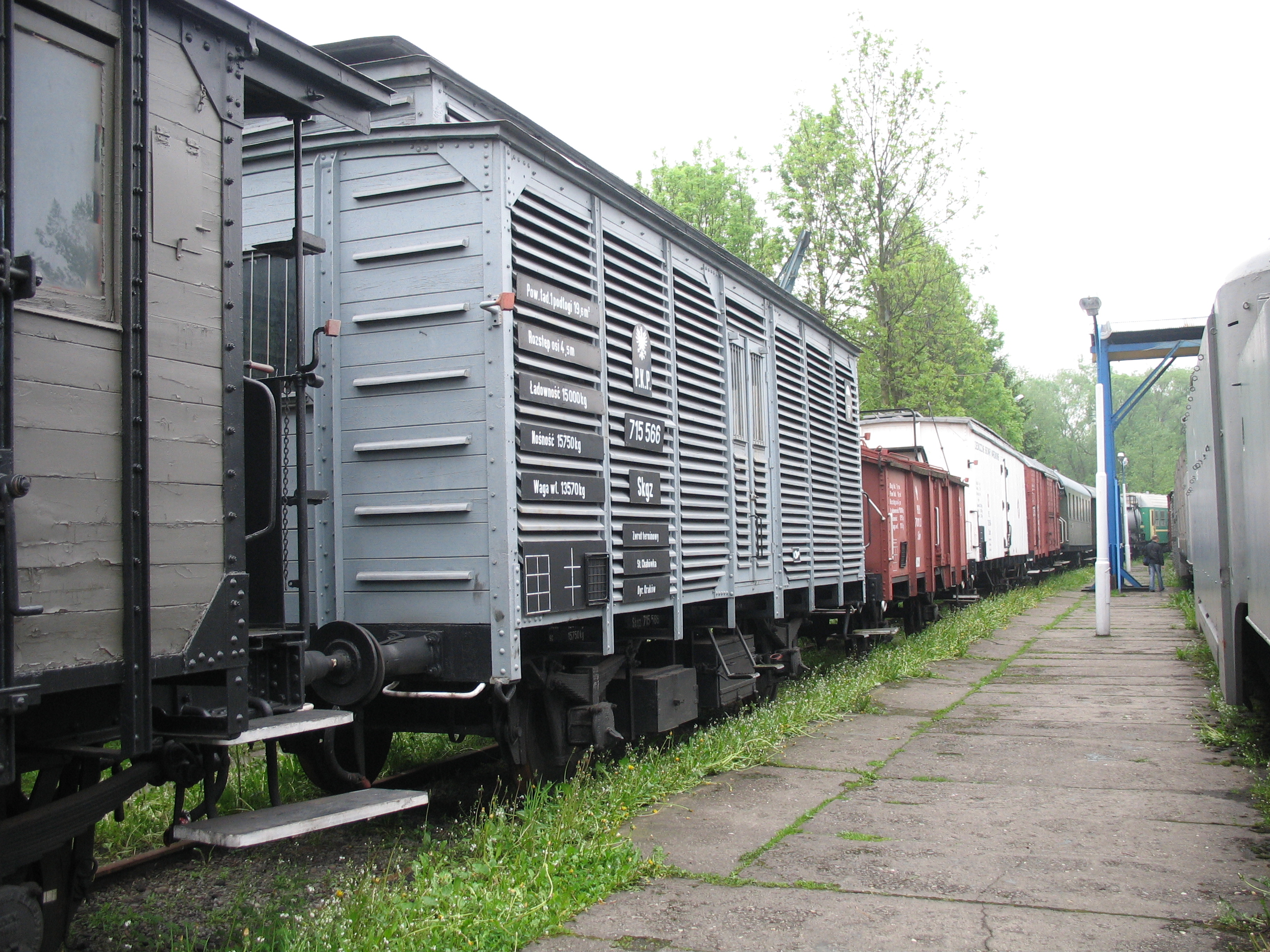
Verschlagwagen

- Gattungszeichen: bis 1921 Ve…, ab 1922 V…
- UIC-Gattungszeichen: H…e…

Während für den Transport von Rindern und anderem Großvieh entweder offene oder gedeckte Güterwagen der Regelbauart Verwendung fanden, wurden für Kleinvieh schon im 19. Jahrhundert spezielle Verschlagwagen entwickelt. Der etwa 2 m hohe Laderaum wird hierbei optimal ausgenutzt, indem Schweine, Ziegen und Schafe in zwei Ebenen verladen werden. Bei einigen Wagen waren für den Transport von Geflügel weitere Zwischenböden montierbar.
Die Konstruktionen lehnten sich eng an die zeitgenössischen gedeckten Güterwagen an. Äußerlich auffälligstes Merkmal der meist zweiachsigen Verschlagwagen waren die breiten Fugen zwischen den Brettern der Wände, die eine gute Lüftung gewährleisteten. Trennwände ermöglichten bei vielen Bauarten eine vertikale Unterteilung des Laderaums. In den Seitenwänden befanden sich entsprechend der Anzahl der Abteile mehrere Fütterungs- und Lüftungsklappen.
Heute sind keine Verschlagwagen mehr im Einsatz, da Tiertransporte der größeren Geschwindigkeit und Flexibilität wegen inzwischen weitgehend auf die Straße verlagert wurden.

#### Gedeckte Güterwagen mit Stirnwandtüren
- Gattungszeichen: Glt.
- UIC-Gattungszeichen: H…c…

Von vielen Typen gedeckter Güterwagen wurden in den 1920er bis 1960er Jahren auch Varianten mit Stirnwandtüren gebaut. Insbesondere waren dies die zweiachsigen Gl-Wagen und die vierachsigen GG-Wagen einschließlich deren Nachfolgebauart der DR sowie eine Serie von 600 Umbauwagen für die DB. Der ursprüngliche Einsatzzweck der Wagen war der Transport der damals noch meist offenen fabrikneuen Pkw. Bereits im ausgehenden 20. Jahrhundert bestand kein Bedarf mehr für diesen Wagentyp.

#### Wagen in Leig-Einheiten
- Gattungszeichen: Gll…
- UIC-Gattungszeichen: H…−…z

Die Leig-Einheiten entstanden bei der Deutschen Reichsbahn ab den 1920er Jahren überwiegend aus bereits vorhandenen gedeckten Güterwagen und waren kurzgekuppelte Fahrzeugeinheiten. Ausführliche Informationen dazu enthält der Artikel über den Stückgut-Schnellverkehr.

#### Wagen für den Verkehr nach Großbritannien
- Gattungszeichen: Gf…, später Gb…
- UIC-Gattungszeichen: H…f…

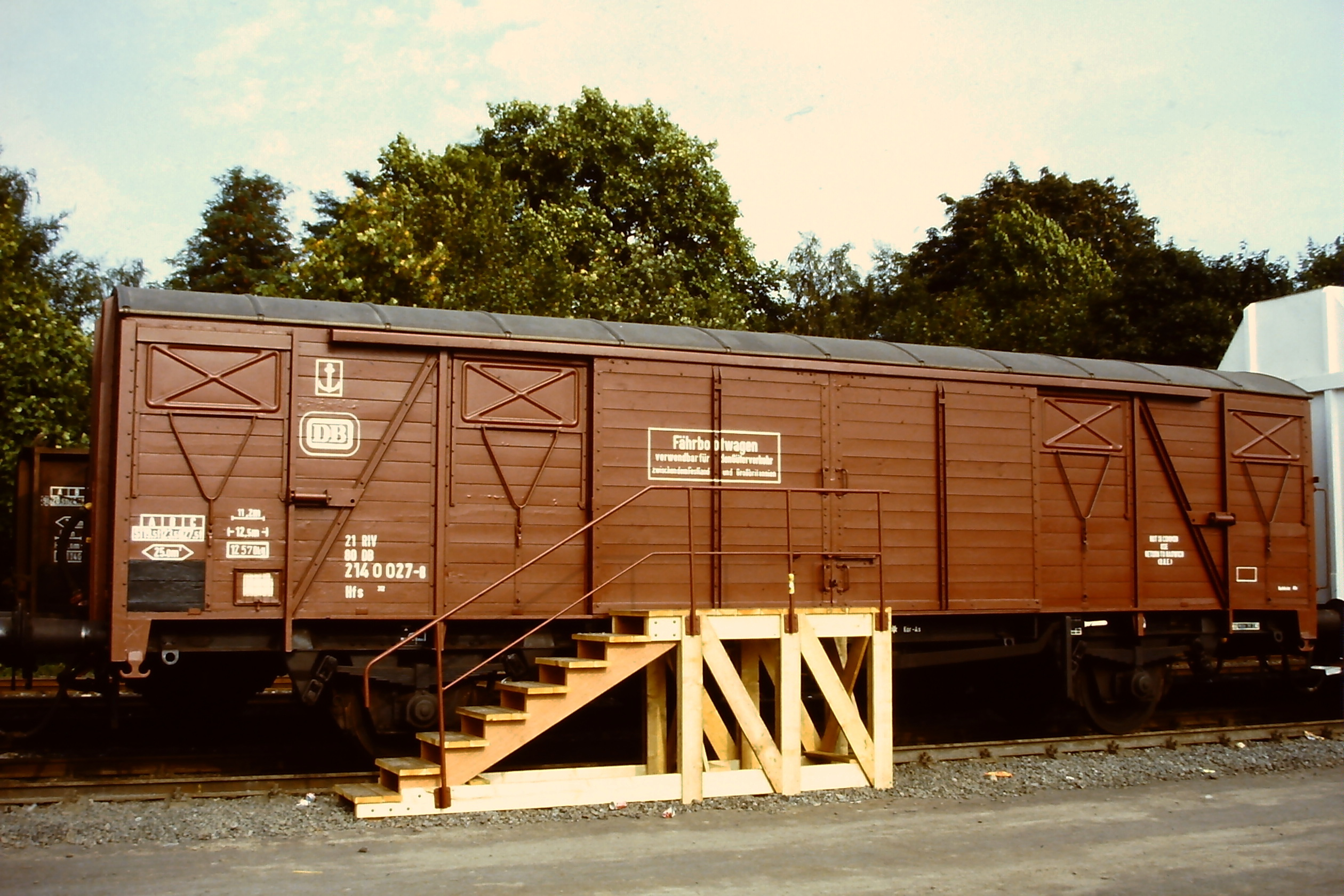
Hfs^{312}

Die gedeckten Güterwagen für den Güterverkehr mit Großbritannien halten die dortige kleinere Fahrzeugbegrenzungslinie ein und haben deshalb ein geringeres Ladevolumen als vergleichbare Wagen für den Verkehr innerhalb Kontinentaleuropas. Die Wagen mit einzelnen Schiebetüren wurden auch hier inzwischen durch moderne Schiebewandwagen ersetzt. In Deutschland nannte man sie früher Fährbootwagen.